# Caminhos do Indaiá

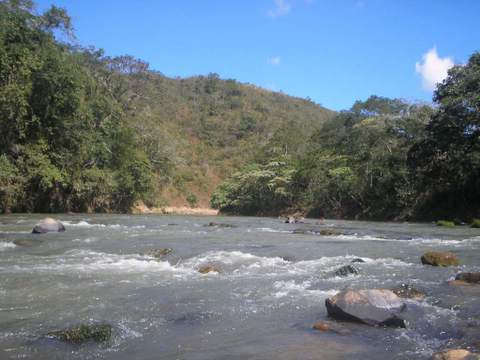
Corredeiras do Rio Indaiá.

Caminhos do Indaiá é um circuito turístico do estado brasileiro de Minas Gerais. É composto por nove municípios das Mesorregiões Central Mineira e Alto Paranaíba: Bom Despacho, Cedro do Abaeté, Dores do Indaiá, Estrela do Indaiá, Luz, Matutina, Quartel Geral, Santa Rosa da Serra e Serra da Saudade. A sede do circuito fica na cidade de Dores do Indaiá.

## História
Um circuito turístico é considerado uma instância de governança regional que faz parte da política pública do governo de Minas Gerais, por meio da Secretaria de Turismo, e constitui o conjunto de municípios de uma mesma região, com afinidades culturais, sociais e econômicas, que se unem para organizar e desenvolver a atividade turística regional de forma sustentável.
O projeto nasceu em 2008, depois da percepção de seus articuladores de que a região possuía grande potencial turístico, graças aos ecossistemas preservados, observáveis em lindas paisagens, e à cultura mineira, expressa na culinária, no artesanato e nas festas populares.
O nome do circuito faz referência ao Rio Indaiá, principal responsável pelo povoamento da região que, por sua vez, tem seu nome herdado de uma palmeira indígena, originalmente chamada Andaya.
A maior tarefa do Circuito Turístico Caminhos do Indaiá é desenvolver o turismo de forma regional, valorizando saberes e fazeres e explorando, de forma sustentável, esse setor da economia, mobilizando populações e capacitando agentes produtores.

## Rodovias
Fazem parte desse circuito as rodovias BR-262, ligando-o de leste a oeste, desde Bom Despacho até Luz, entroncando com a BR-354, pra chegar no município de Santa Rosa da Serra; MG-164, que corta o município de Bom Despacho, ligando-o a BR-262; MG-176, responsável pela ligação de Luz, passando por Dores do Indaiá e chegando até Quartel Geral; MG-235, que entronca com a MG-176, passa pelos municípios de Estrela do Indaiá, Serra da Saudade e chegando na LMG-764, da qual é a via de acesso para o município de Matutina; e a BR-352 que corta o município de Cedro do Abaeté. 